# Église Saint-Pierre-aux-Liens de Laussonne
L'église Saint-Pierre-aux-Liens est un édifice situé à Laussonne, en France.

## Localisation
L'église est située sur le territoire de la commune de Laussonne, dans le département  de la Haute-Loire, en région Auvergne-Rhône-Alpes.

## Description
Église d'origine romane agrandie à l'époque gothique et dotée au XVIIIe siècle d'un clocher et d'un porche (1713). Elle était constituée d'une abside et d'une nef unique. À l'époque gothique ont été rajoutées des chapelles latérales. En 1840, l'église fait l'objet d'un projet d'agrandissement : l'abside doit être démolie jusqu'à la nef et agrandie d'un transept avec remploi des colonnes de l'abside. Les travaux commencent en 1841. Surélévation du clocher en 1935. L'édifice se compose aujourd'hui d'une nef à deux chapelles latérales, d'un transept et d'une abside sur laquelle s'ouvrent une sacristie et une chapelle. Le chœur est voûté en cul-de-four et rythmé d'une arcature romane à chapiteaux. Le clocher-porche hors œuvre, placé devant la façade ouest, est de plan carré et s'ouvre par trois arcs en plein cintre.

## Historique
L'église est inscrite au titre des monuments historiques par arrêté du 15 septembre 1993.

## Galerie

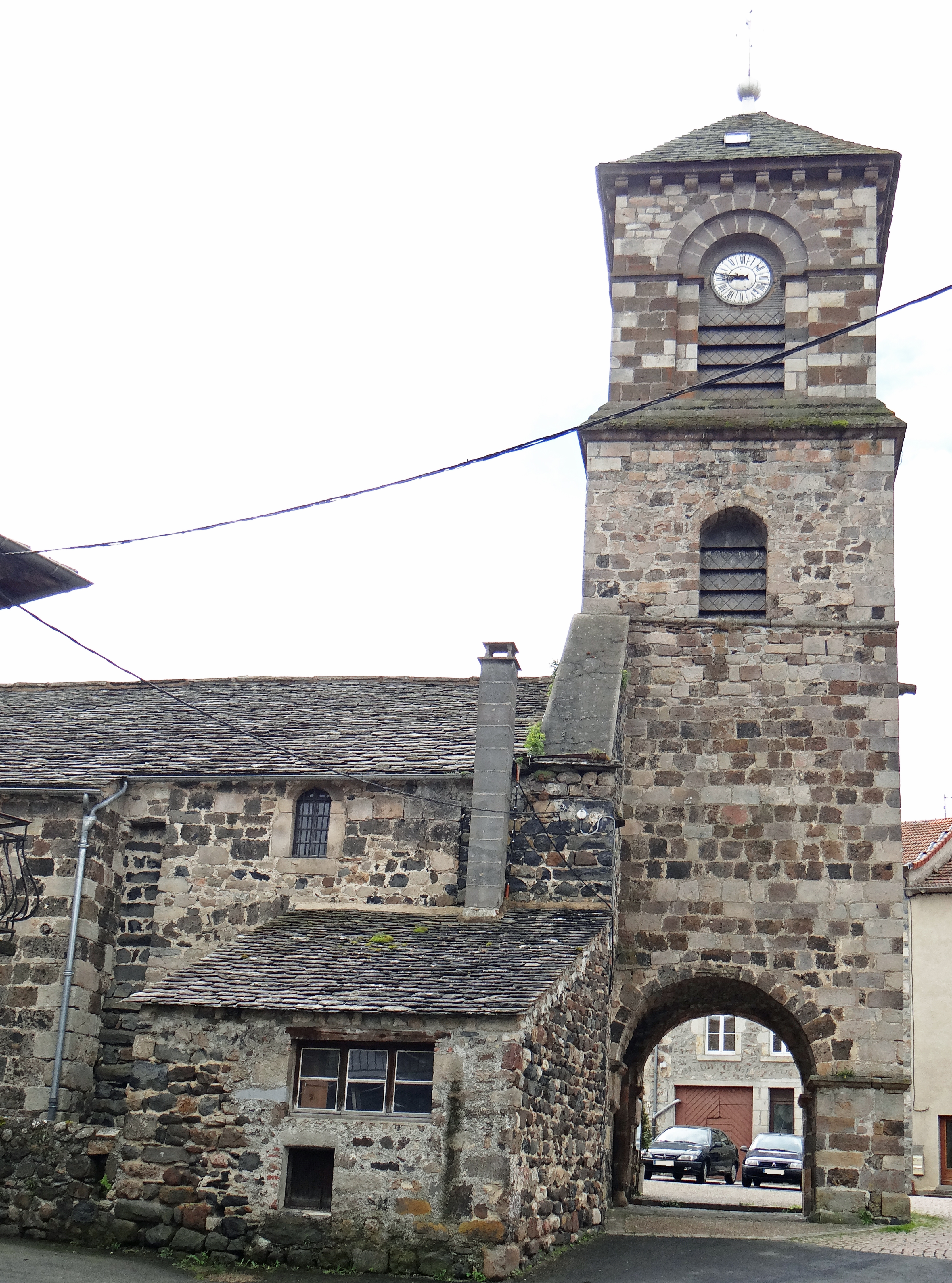
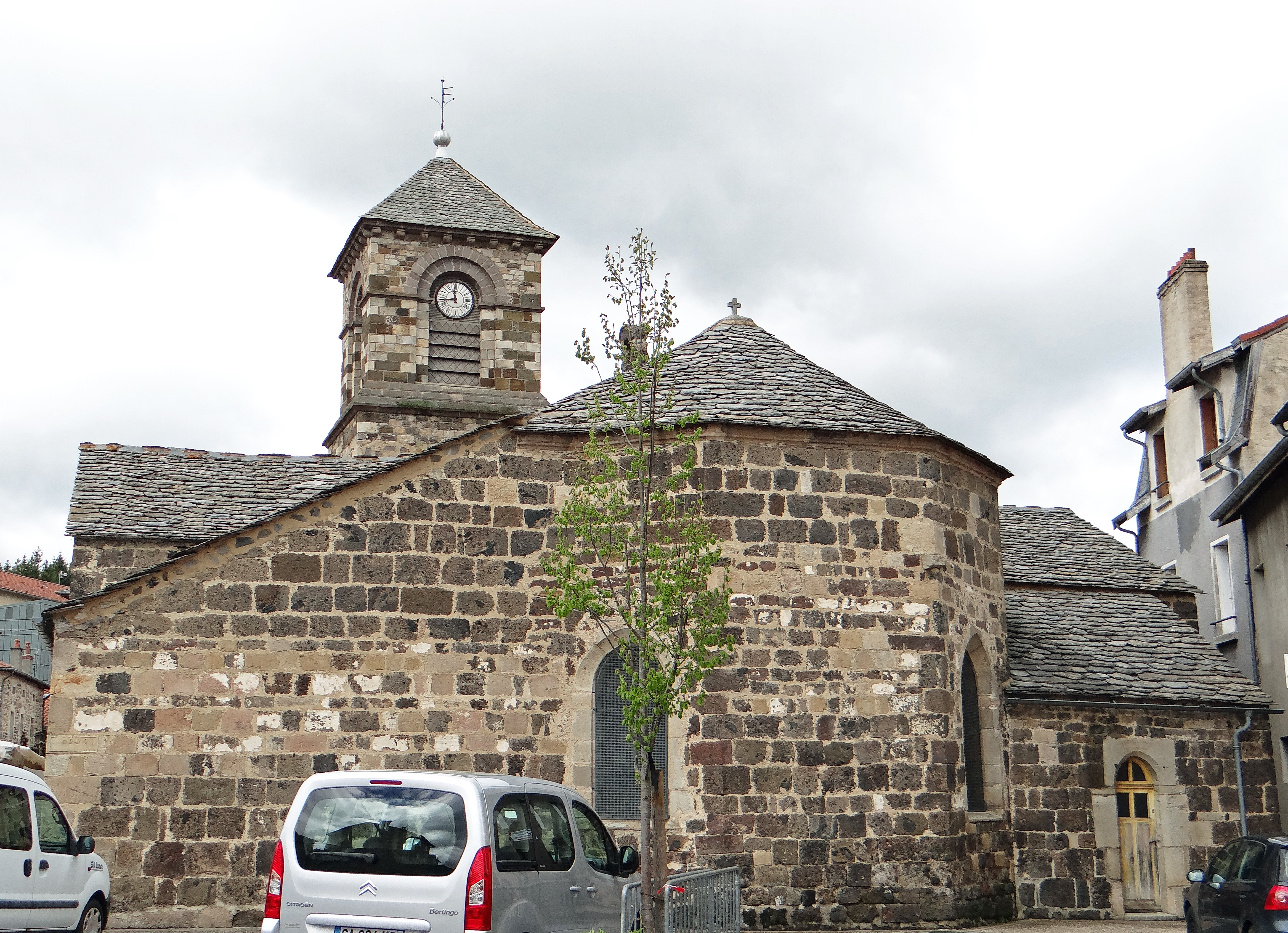
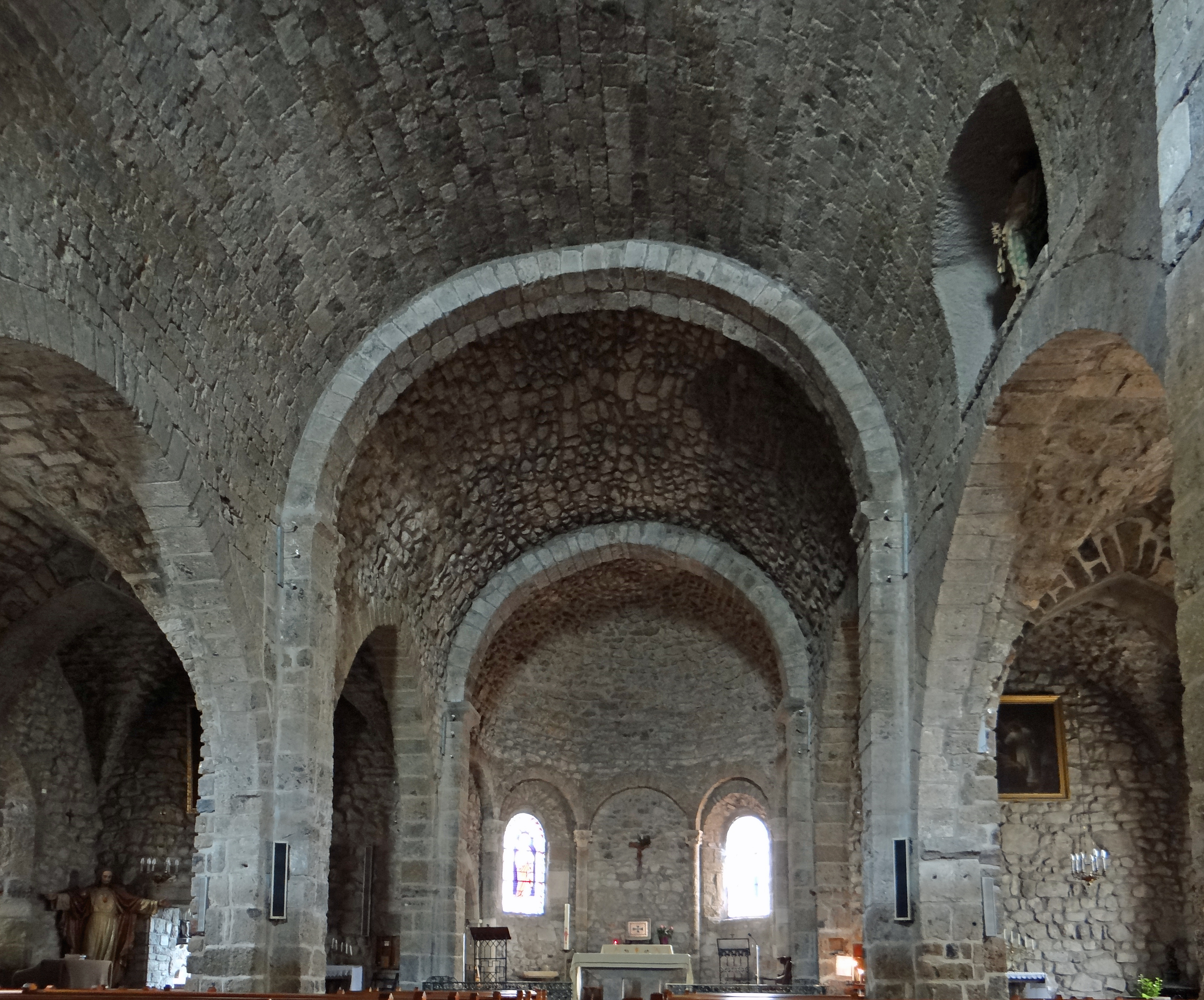
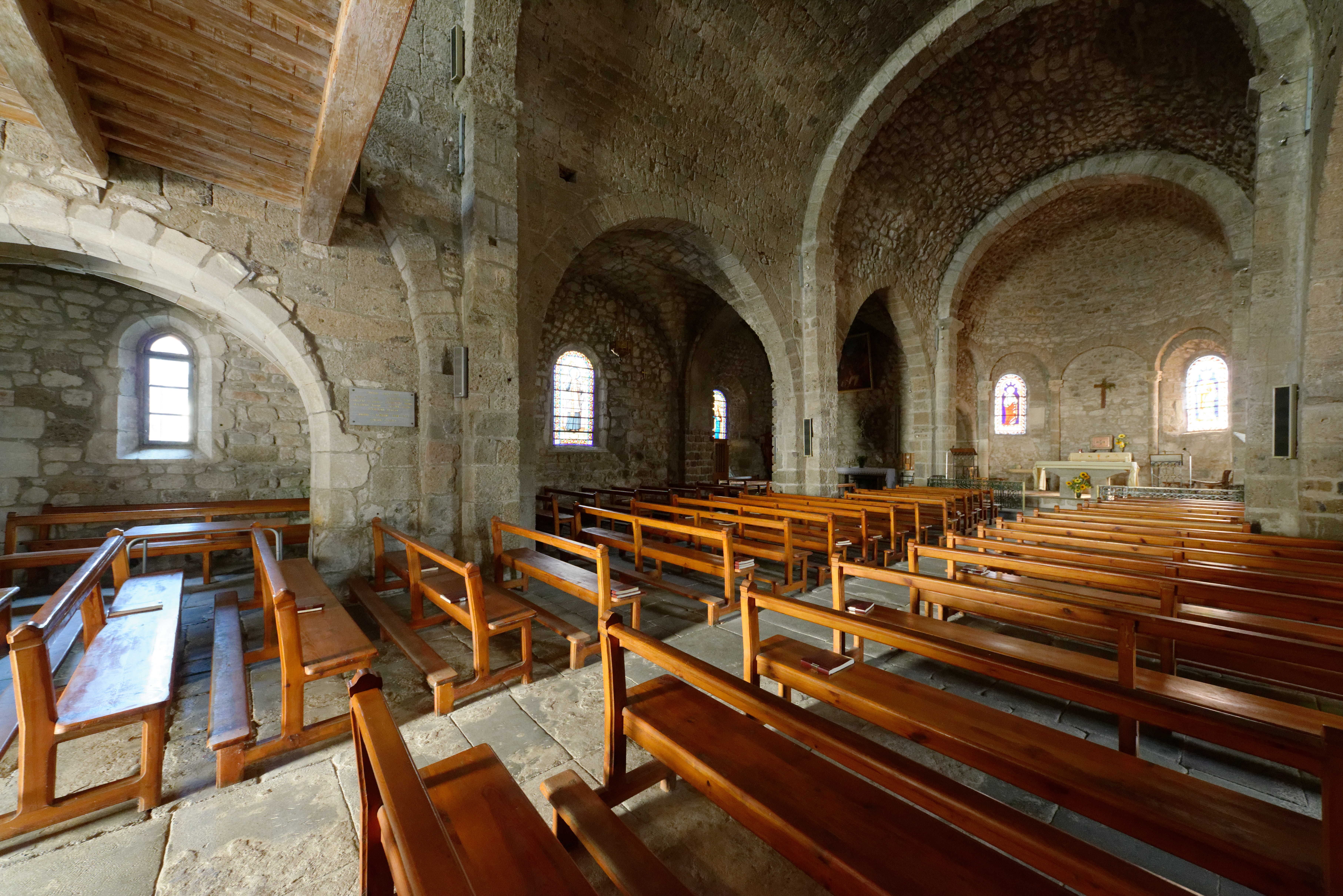
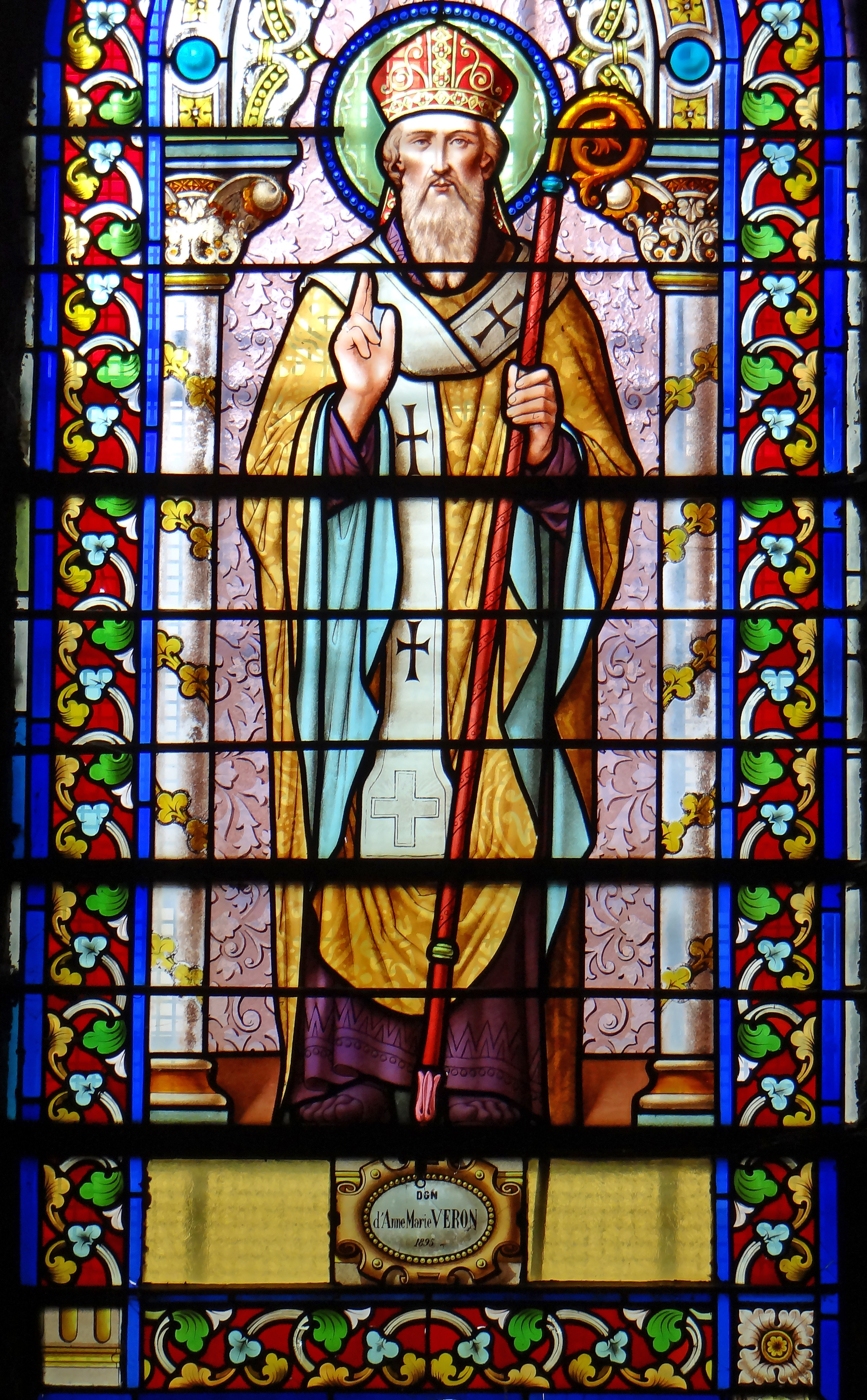
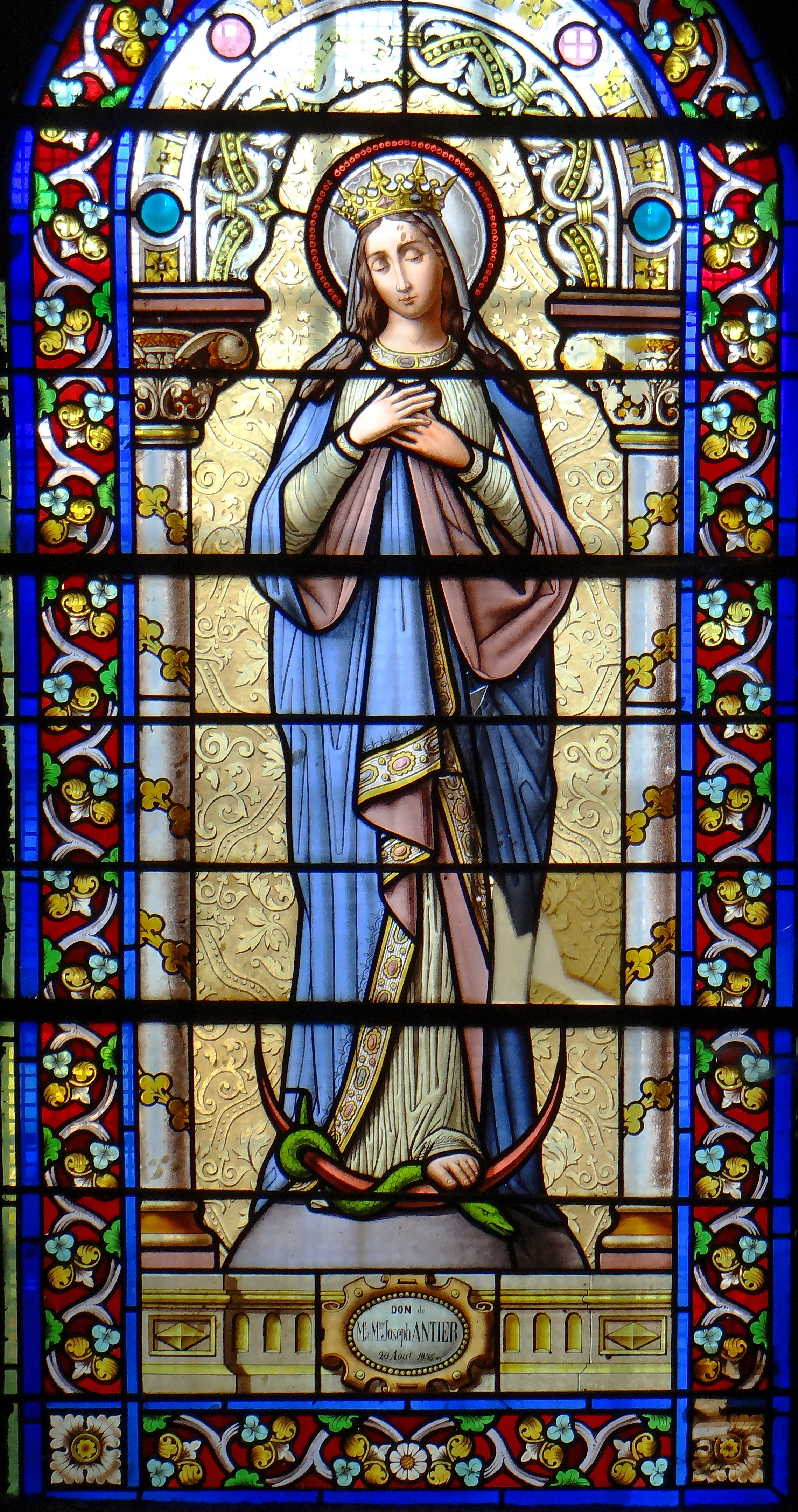
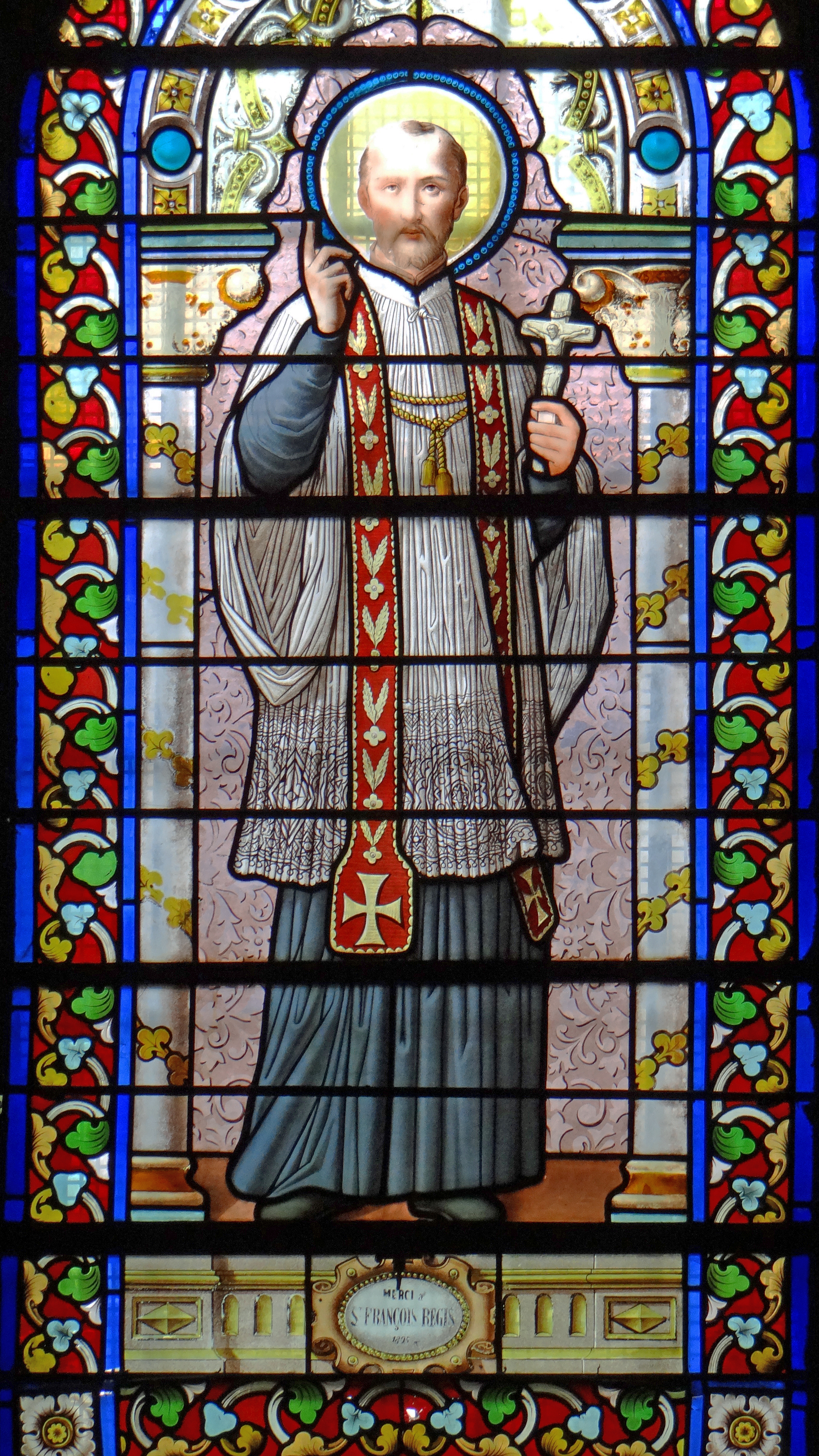